# Réserve naturelle régionale de la haute vallée de la Vézère
La réserve naturelle régionale de la haute vallée de la Vézère (RNR306) est une réserve naturelle régionale située en Nouvelle-Aquitaine. Classée en 2015, elle occupe une surface de 196,32 hectares.

## Localisation

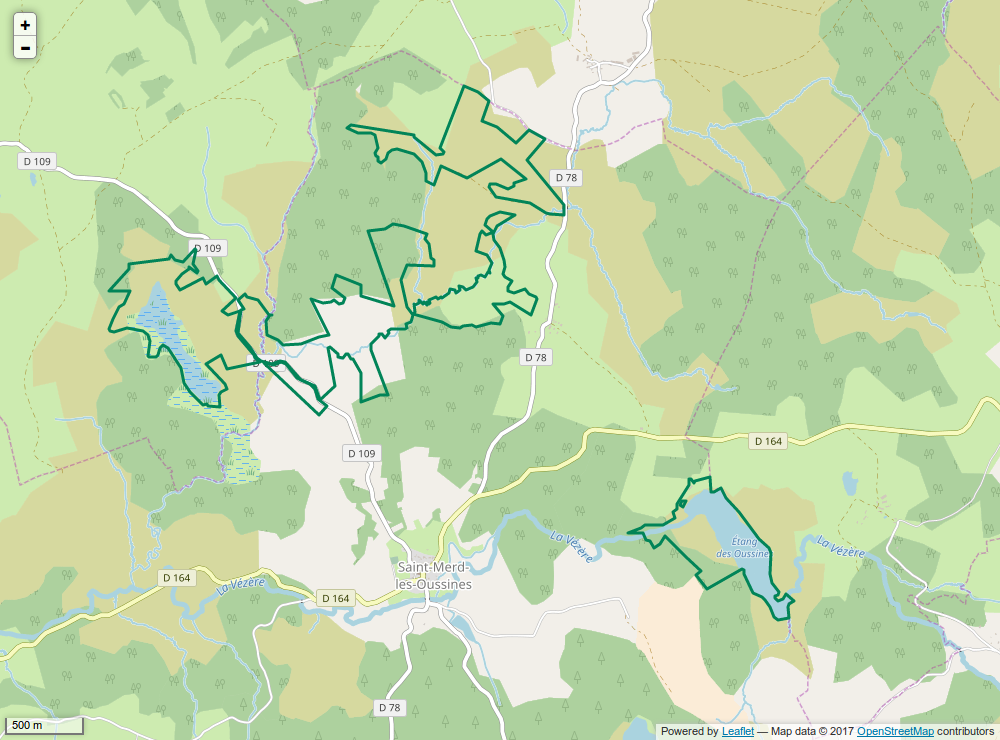
Périmètre de la réserve naturelle.

Le territoire de la réserve naturelle est dans le département de la Corrèze, sur les communes de Saint-Merd-les-Oussines et Tarnac.
Il est constitué de quatre portions non contiguës.

## Administration, plan de gestion, règlement

### Outils et statut juridique
La réserve naturelle a été créée par une délibération du Conseil régional du 20 novembre 2015.